# 23エニグマ
23エニグマ（23 enigma）とは、23という数が、特別かつ特殊な重要性を持つという思想である。

## 思想
23エニグマは、特に災害に関して大きな重要性を持つ。
23に関わる特殊な状況は、作家ウィリアム・S・バロウズによって言及されている。23年間にわたり無事故で同じ航路を辿っていると主張する、クラークという名前のフェリーの船長との会見の物語を、バロウズは伝えている。しかしながら、正にその日にそのフェリーは沈没した。その後にニューヨーク・マイアミ航路上の23便の墜落事故を耳にした時、クラークのフェリー事故について考えていた事をバロウズは書き記している。バロウズによれば、その便のパイロットの名前もまたクラークであった。バロウズはスクラップブックに数字の23にまつわる出来事の発生率の記録を集め始め、著作の中でそれらの記録について言及している。
更に、23エニグマは、ロバート・アントン・ウィルソンとロバート・シェイのイルミナティ三部作 The Illuminatus! Trilogy や、同様に『プリンキピア・ディスコルディア』 The Principia Discordia でも触れられている。これらの作品では、23とは運勢を代替する数であり、不和の女神エリスに捧げられた数字であり、明白に奇怪な数であると見做されている。『プリンキピア・ディスコルディア』はこの説明に際して、2+3=5としてロウ・オブ・ファイブズに言及している。
ある特定の数は、長い間特殊な一致性に関連付けられてきたが（13と17も同様に好まれている）、23エニグマは、正にアポフェニア（訳註：無作為あるいは無意味な情報の中から、規則性や関連性を見出す知覚作用）の一例と見做しうる。更にメディアや最新の出来事、日常生活の中で、非常に低い数である23は、頻繁に現れるという事実がある。23エニグマの信者が23の存在が「啓示」される過程の捜索を楽しんでいる一方で、懐疑論者は災害や偶然の一致において、23という数字が22や24よりも頻繁に現れない事を指摘している。

## 23エニグマの一覧
以下に示すのは、一般に23エニグマの実例とされている特殊な出来事や状況の一覧である。このリストにある事例の多くは、精度や立証性において曖昧である事を指摘せねばならない。他の事例は、十進法での計算や端数の無視、現代の暦を古代の暦と同期させるような牽強付会の結果である。

### 部分的には事実も含まれているもの
- 両親は、子供のDNAに、各々23本の染色体を寄与する[1]。

但し、染色体異常の結果増減することもある。
- 2012年12月23日はマヤ暦最後の日付であり、黙示的事件が予言されていた。2012年人類滅亡説も参照。

計算によれば、マヤの暦である長期暦は、実際に2012年12月21日あるいは23日で終わっている。これは冬至頃がそう設定されているのであって、グレゴリオ暦に直した場合の日付である。それ以外のユリウス暦や東洋の各種の旧暦などに換算すれば、当然、23日になどならない。ちなみに2012年の冬至はグレゴリオ暦12月21日であって、23日ではない。いずれにせよ、2012年12月21日から23日にかけて、特筆すべき事件は起きていない。
- 地球の自転周期(恒星日)は23時間56分である。太陽日との4分の違いは、地球の公転のためである。
- ユリウス・カエサルは、暗殺された際に、23回突き刺された。勿論、23回以外の回数突き刺されて刺殺された著名人も存在する。
- テンプル騎士団には23人の総長が存在し、最後の1人がジャック・ド・モレーである。勿論、リーダーが23以外の人数存在した組織は数多い。
- ジョン・F・ケネディは1963年11月22日に暗殺され、刺客であると思われるリー・ハーヴェイ・オズワルドは1963年11月24日に殺害された。これらの中間の日付は23日である。
- シカゴ・ブルズ時代のマイケル・ジョーダンは、背番号23だった。勿論、23以外の背番号を持つ有力選手は数多い[2]。
- デビッド・ベッカムの、レアル・マドリードでの背番号は23番である。勿論、23以外の背番号を持つ有力選手は数多い[3]。
- 一般的なアラビック・アルファベット（QWERTY配列）キーボードで、23番目のアルファベット「W」は2と3の真下にある。但し、この位置関係を「真下」と表現できるのなら、1番目のアルファベット「A」は1の真下の真下に、3番目のアルファベット「C」は3の真下の真下の真下に、4番目のアルファベット「D」は4の真下の真下にあることになってしまう。
- フランクリン・デラノ・ルーズベルト（Franklin Delano Roosevelt）は、23文字のアルファベットから構成されている。勿論、23文字のアルファベットで構成されない人物は数多い。
- 円周率の、最初の小数点以下五桁までの数字（3.14159）の合計は23である。勿論、四桁までの合計は14であり、六桁までの合計は25であり、23ではない。
- ローマ皇帝アウグストゥスは9月23日に生まれた。勿論、23日生まれでない偉人も、23日生まれの偉人もたくさん存在している。
- ジョン・ロックフェラーは、5月23日に死んだ。勿論、23日に死去した偉人も、23日以外に死去した偉人もたくさん存在している。
- スパイウェア・トロイの木馬の発明者であるドイツのハッカー、カール・コッホ（英語版）は、5月23日に死んだ。23日に死んでいないハッカーは多数存在している。
- フォルクスワーゲンのロゴ「VW」は、ローマ数字の「V」（2+3=5）と、23番目のアルファベット「W」を含んでいる。フォルクスワーゲン社は、23番目のアルファベットから始まるヴォルフスブルク市（Wolfsburg）で設立された。フォルクスワーゲンは、ドイツで最も一般的な自動車である。が、日産はニッサン（23）、トヨタは14（トヨ）で、本田（本＝十＋八＋一＝19）、GM（G+M＝7+13＝20）、と如何様にも適当な数字と結びつけることは可能である。
- 東京都区部は23の特別区で構成している。だが、昔の東京市の区は15個であり、その後35個となり、最終的には現在の23になった。

### 嘘または確認されていないもの
- 人間のバイオリズムの長さは23日である。

最初にバイオリズムを仮定した2人の医師ヘルマン・スヴォボダとヴィルヘルム・フリースは、人間の「身体リズム」は23日であると定義しているが、バイオリズムは非常に思弁的かつ主観的な研究分野に過ぎない。
- 血液が全身を循環するのに要する時間は23秒である。

血液は懸濁液であり、血液を構成する血球が全てが同じ速度で流れているわけではない。更に付け加えれば、血液が循環する際に唯一の経路など存在しない。これらの理由により、上の立証は困難かつ無意味である。
- 人間の腕には、23の関節が存在する。

これは確認されておらず、確認の結果も関節の定義に依存する。
- 平均して、海岸に打ち寄せる波の23個にひとつは、標準的な波の2倍の大きさになる。

これは誤りである。この発想は、世界各地で2倍になる波の数を違えた形で見出される。
- 地球の地軸の傾きは23度24分である。

これは曖昧なものでしかない。1つには、この発想は牽強付会であり、この発想で23に近い答を見つけ出すためには、360度の角度を持つ円を使用しなければならない。
- 最初の月着陸において、アポロ11号は、東経23度37分48秒にある静かの海に着陸した。二回目の月着陸では、アポロ12号が西経23度25分12秒の嵐の大洋に着陸した。更に、アポロ計画のナンバーである11と12を加すと23となる。

この発想も又、360度の角度を持つ円への牽強付会である。又、負の整数や零を計算に入れなくとも、その和が23となる整数のペアは少なくとも11組存在する。
- 古代エジプトとシュメールの暦は、7月23日から始まる。

明らかにどちらの暦も、シリウスが1年を通じて太陽と共に昇る日から計算されている。シリウスは、この時期に太陽と同じ緯度から昇る。
- ウィリアム・シェイクスピアは、4月23日に生まれて4月23日に死んだ。最初の全集であるファースト・フォリオは1623年に発表された。シェイクスピアの最初の戯曲『タイタス・アンドロニカス』は、1594年1月23日に上演された。

後の3点の事例は事実であるが、シェイクスピアの実際の生年月日は未確認のままである（詳細についてはシェイクスピアの記事を参照）。
- 預言者ムハンマドは、23年間に渡って神の啓示を授かり、それを伝え述べた。

この数字はハディースの中に見られるが、これ以外の数字も多く伝えられている。
- ビートルズのファーストアルバムA面の最初の曲は、23テイク収録された。

これはおそらく、『プリーズ・プリーズ・ミー』の「アイ・ソー・ハー・スタンディング・ゼア」であると思われるが、実際にもっとも繰り返し収録された曲は、「ラヴ・ミー・ドゥ」の15回である。
- アメリカ同時多発テロ事件の日付、2001年9月11日の中にある数字の合計は23である。

これは不正確であり、牽強付会である。23を作るに際して、「11」は普通の数として加算されているにもかかわらず、「2001」は「2」と「1」として加算されている。2001が23の倍数（2001 = 23×87）であるに過ぎない。
- 獣の数字666は、2÷3の概数0.666として導かれる。

牽強付会である。「端数処理」を参照。確かに2÷3を切り捨てれば概数は0.666となるが、切り上げや四捨五入など他の端数処理を施した場合、概数は0.667となる。従って、この23エニグマは「2÷3を小数点第4位以下切捨てると0.666になる」というごく当たり前のことを、「概数」という単語を用いて巧みに飾り付けただけのものに過ぎない。

## 23エニグマをテーマにした作品
- 『ナンバー23』 The Number 23 (2007年　監督：ジョエル・シュマッカー） 「23」が持つ謎に取りつかれていく男の運命を描く映画。